# Jeux olympiques d'été de 2008
Les Jeux olympiques d'été de 2008, officiellement appelés Jeux de la XXIXe olympiade de l’ère moderne, ont eu lieu à Pékin et dans six autres villes chinoises du 8 août au 24 août 2008. 11 028 athlètes provenant de 204 pays différents se sont affrontés dans 28 sports pour décrocher un total de 958 médailles.
La ville de Pékin a été élue parmi cinq villes candidates par le CIO le 13 juillet 2001 et la Chine est ainsi devenue le vingt-deuxième pays à accueillir les Jeux olympiques. Le gouvernement chinois a investi près de 44 milliards de dollars américains pour promouvoir les Jeux et construire ou rénover 37 installations sportives. Lors de la cérémonie de clôture, Jacques Rogge, président du CIO, a déclaré que ces Jeux avaient été « vraiment exceptionnels ». Le choix du pays a cependant été critiqué, au moment de l'attribution ainsi que durant la préparation et le déroulement des Jeux, par des hommes politiques et des ONG occidentales, rappelant les problèmes des droits de l'Homme et de la censure en Chine. La Chine a en revanche constamment répété que les Jeux ne devaient pas être politisés.
Avec 48 médailles d'or, la Chine est arrivée en tête du classement final, devant les États-Unis et la Russie. Les Jeux ont été marqués notamment par les performances de l'athlète jamaïcain Usain Bolt qui a remporté le 100 m, le 200 m et le relais 4 fois 100 mètres, en battant à chaque fois le record du monde, et du nageur américain Michael Phelps qui a remporté huit médailles d'or, battant le record détenu précédemment de Mark Spitz avec sept médailles d'or aux Jeux de 1972. Au total, 43 records du monde et 132 records olympiques ont été battus lors de ces Jeux.
Comme à chaque édition, les Jeux ont été suivis par les Jeux paralympiques destinés aux athlètes handisport.

## Sélection de la ville hôte
| Villes   | Pays    | Tour 1 | Tour 2 |
| -------- | ------- | ------ | ------ |
| Pékin    | Chine   | 44     | 56     |
| Toronto  | Canada  | 20     | 22     |
| Paris    | France  | 15     | 18     |
| Istanbul | Turquie | 17     | 9      |
| Osaka    | Japon   | 6      | -      |

Le Comité international olympique confie l'organisation des Jeux olympiques d'été de 2008 à la ville de Pékin lors de la 112e session du 13 juillet 2001 à Moscou. Elle devance après le second tour de scrutin les villes de Toronto, Paris et Istanbul. Osaka, cinquième finaliste est éliminée dès le premier tour. Cinq autres villes posèrent leur candidature mais ne furent pas retenues dans la liste finale : Bangkok, Le Caire, La Havane, Kuala Lumpur, et Séville.
La Chine est désignée pour la première fois pays hôte des Jeux olympiques. En 1993, Pékin avait manqué l'organisation des jeux de l'an 2000, face à Sydney avec 43 voix contre 45,.
En octobre 2009, Yuan Weimin, ancien ministre chinois des Sports, révèle un accord secret entre les représentants chinois et Jacques Rogge, président actuel du CIO, pour assurer l'attribution des Jeux de Pékin. Cette information a été révélée par le quotidien britannique The Times qui s'est procuré le livre de Yuan Weimin.
Les États-Unis ont usé de leur influence afin de repousser le plus longtemps possible l'organisation de JO sur le territoire chinois. L’administration Clinton avait pesé de tout son poids en 1993 pour repousser la candidature de la Chine. La désignation de la Chine comme pays hôte en 2008 a entrainé des protestations des parlementaires américains.

## Organisation et préparation
Deng Pufang a assuré le poste de président exécutif du Comité d'organisation des Jeux de la XXIXe Olympiade de Pékin.

### Sites des compétitions

Plan des sites olympiques à Pékin.

Les Jeux de Pékin se sont déroulés sur 37 sites de compétition parmi lesquels douze entièrement construits pour l'occasion, onze rénovés, huit temporaires. D'autres épreuves se sont déroulées en dehors de la capitale chinoise : à Hong Kong pour l'équitation, Qingdao pour la voile et Shanghai, Qinhuangdao, Tianjin et Shenyang pour les épreuves de football. Sur ces sites se sont déroulées, sur 18 jours de compétition, 302 épreuves dans 28 sports déclinés en 38 disciplines, ce qui représente 623 sessions de compétition en tout.
Les plus grandes œuvres architecturales sont le Stade national de Pékin, surnommé « nid d'oiseau », et le Centre national de natation ou « cube d'eau », construits côte à côte au sein du Parc olympique. Parmi les autres nouveaux sites figurent le Palais national omnisports, le Palais omnisports de Wukesong, le Vélodrome de Laoshan et le Parc aquatique olympique de Shunyi.
Le village olympique, d'une superficie de 66 hectares, est situé au nord du Parc olympique. Il compte 42 bâtiments et environ 9 000 chambres. Inauguré le 27 juillet, le village a accueilli environ 17 000 athlètes et officiels.

### Transports publics
Afin d'accueillir de nombreux visiteurs lors des Jeux olympiques, les infrastructures de Pékin ont été grandement améliorées. L'aéroport international a été agrandi et un nouveau terminal, d'une valeur de deux milliards d'euros, a été inauguré. Dessiné par Norman Foster et couvrant une superficie de 98 hectares, le plus grand terminal au monde permet de faire passer la capacité de l'aéroport de 35 millions à 76 millions. Le 1er août 2008, la gare sud de Pékin a été rouverte après deux ans de travaux. Prévue pour être un important nœud d'interconnexion, la nouvelle gare est le point de départ de la nouvelle ligne à grande vitesse reliant Pékin à la ville coorganisatrice de Tianjin, inaugurée le même jour. Avec des trains atteignant la vitesse commerciale de 350 km/h, cette ligne permet de réduire le temps de transport entre les deux villes de 70 minutes à 30 minutes,.
À Pékin même, le réseau de métro a plus que doublé en taille et en capacité avec la construction de trois nouvelles lignes portant la longueur totale du réseau à 200 km pour un coût de 3,3 milliards de dollars et permettant de rejoindre directement l'aéroport. Des milliers de bus, minibus et voitures officielles ont été mis en place afin de transporter les visiteurs, les athlètes et les officiels entre les différentes installations olympiques,.
Un système de circulation alternée en fonction de la plaque minéralogique a été mis en place durant les Jeux afin d'améliorer la qualité de l'air. 300 000 véhicules polluants ont également été interdits de circulation dans la ville et l'accès à Pékin a été strictement limité. La circulation alternée a eu pour effet de retirer un million des 3,3 millions de véhicules utilisant les rues de Pékin quotidiennement. Le réseau de transport en commun amélioré a absorbé le surplus de voyageurs ainsi que les touristes se trouvant dans la ville pour les Jeux, pour un total estimé à 4 millions par jour.

### Budget
La somme totale allouée aux Jeux olympiques de 2008 est estimée à 42 milliards de dollars américains et représente le budget le plus élevé de toute l'histoire olympique. Sur cette somme, environ quarante milliards ont été dépensés pour construire ou améliorer les infrastructures de la ville (transports, équipements sanitaires, projets d'urbanisme), deux autres pour la réalisation des installations sportives et enfin deux autres encore ont servi de budget pour l'organisation même des Jeux et l'hébergement des athlètes.
Durant la candidature de Pékin, le budget alloué à l'organisation était estimé par le BOCOG à 1,609 milliard de dollars américains mais a été à plusieurs reprises révisé pour tenir compte des taux de change du yuan et des questions de sécurité (300 millions de dollars) et de santé. Le montant total final s'est monté à près de 2 milliards de dollars et a servi à financer les compétitions, l'hébergement des athlètes et officiels ainsi que tous les événements directement liés aux JO.
Le budget consacré aux équipements sportifs inclut la construction de douze nouvelles installations, la rénovation de onze installations déjà existantes, la construction de huit installations temporaires et la remise à niveau de quarante-cinq sites d'entraînement pour un montant total de 2 milliards de dollars. La moitié de cette somme provient du gouvernement central et des autorités municipales et l'autre moitié provient de diverses contributions et donations. Le coût du parc olympique, du village olympique, du village de presse, du centre national des réunions, de la tour TV polyvalente et du bâtiment digital de Pékin ne sont pas inclus dans ce budget car ces installations ont été financées par des entreprises privées qui décideront elles-mêmes de ce que ces installations vont devenir après les Jeux. La somme de 489 millions de dollars a été dépensée pour la construction du Stade olympique et près de 100 millions ont été dépensés pour les cérémonies d'ouverture et de clôture
Le budget consacré aux infrastructures de la ville de Pékin se monte à près de 40 milliards de dollars. Les dépenses en matière de transport (nouveau terminal de l'aéroport, lignes de métro, infrastructures routières) ont été de 26,2 milliards de dollars. L'effort concernant les infrastructures liées à l'énergie s'est monté à 10 milliards de dollars et 2,37 milliards pour les ressources d'eau. Les divers projets urbains ont coûté un total de 2,53 milliards de dollars.

### Marketing
Le logo officiel des Jeux olympiques a été dévoilé le 3 août 2003 lors d'une cérémonie au Temple du Ciel. Surnommé « Pékin en dansant », il est constitué d'un sceau chinois rouge sur lequel figure le caractère Jing (京, signifiant capitale et également deuxième caractère du nom chinois de Pékin, 北京) représentant un athlète. L'inscription calligraphiée en anglais Beijing 2008 et les cinq anneaux du drapeau olympique complètent le logo. Selon ses créateurs, la couleur rouge du logo symbolise le bonheur et la vitalité et transmet les sentiments de bonheur et d'amitié de la ville de Pékin au monde entier. Le président du CIO Jacques Rogge a salué cet emblème comme un des symboles les plus importants de l'histoire olympique, représentant également l'espoir de réussite des Jeux de Pékin.
Les mascottes officielles sont les fuwa (福娃 Fúwá - enfant de bonne fortune). Elles ont été présentées le 11 novembre 2005 par la Société nationale des études littéraires classiques chinoises, marquant ainsi le 1000e jour précédant l'ouverture des jeux. Les fuwa sont au nombre de cinq et représentent chacun une couleur olympique : Bèibei (贝贝), Jīngjing (晶晶), Huānhuan (欢欢), Yíngying (迎迎) et Nīni (妮妮). En reprenant la première syllabe de chaque nom, on obtient une prononciation proche de « 北京欢迎你 - Běijīng huānyíng nǐ », c'est-à-dire « Bienvenue à Pékin ».
Le slogan des Jeux olympiques, révélé le 26 juin 2005, est « Un monde, un rêve » (en anglais : One World, One Dream, en chinois : 同一个世界同一个梦想). Choisi parmi plus de 210 000 propositions en différentes langues, il a été sélectionné pour « inviter le monde entier à se joindre à l'esprit olympique et à construire un avenir meilleur pour l'humanité ».
La chanson Beijing huanying ni (《北京欢迎你》, Běijīng huānyíng nǐ, « Bienvenue à Pékin »), est la chanson officielle d'accueil des J.O. Elle est interprétée par des célébrités du monde chinois, venues des quatre coins de la Chine. Une autre chanson autour du thème des Jeux olympiques a également été écrite, We Are Ready (Nous sommes prêts en anglais), pour rappeler que la Chine était prête à accueillir les Jeux olympiques.
Sept millions de tickets ont été mis en vente pour l'ensemble des épreuves et pour la première fois de l'histoire des Jeux, tous ont été vendus avant la cérémonie d'inauguration. Cependant, un nombre important de faux billets a été vendu sur internet. Le CIO et USOC ont déposé des plaintes en Arizona et en Californie.

### Couverture médiatique
La société Beijing Olympic Broadcasting Corporation (BOBC), créée en 2004, a été chargé d'assurer les retransmissions télévisées des Jeux de 2008 qui ont été les premiers à être entièrement produits et diffusés en haute définition,. La BOBC a confié aux équipes de la télévision belge flamande VRT la réalisation des images de plusieurs sports nécessitant des équipes mobiles : cyclisme sur route, marathon, triathlon et marche. La BBC a été la seule agence médiatique britannique à avoir accès aux stades durant les Jeux.
Lors de la candidature en 2001, Pékin avait confirmé au Comité d'évaluation olympique qu'il n'y aurait aucune restriction pour les journalistes couvrant les Jeux mais, d'après un reportage du New York Times, ces promesses sont entravées par des règles strictes concernant les visas, des durées administratives allongées et doutes concernant la censure. Le réalisateur finlandais Arto Halonen s'est vu refuser un visa pour la Chine et affirme que sa demande a été rejetée en raison d'un documentaire sur le 17e Karmapa où était dénoncée la situation des droits de l'Homme en Chine et d'un autre documentaire où il décrivait le tournage du film et les demandes de censures par les autorités chinoises.
D'après Nielsen Media Research, 4,7 milliards de téléspectateurs ont à un moment ou à un autre suivi les Jeux, soit 20 % de plus que pour les Jeux de 2004 à Athènes.

### Couverture sur Internet
Pour la première fois, le comité d'organisation a mis en place un système de diffusion des Jeux sur certaines plates-formes de partage. Un accord a été signé entre le CIO et YouTube afin de diffuser des images, parfois en exclusivité, de certaines compétitions dans 77 pays qui ne retransmettent pas les Jeux. Ce partenariat a également permis de lutter contre la diffusion, sur ces mêmes plates-formes, d'images piratées et obtenues sans accord.
Avant et durant les Jeux, l'accès libre à Internet depuis le sol chinois a représenté un sujet de controverse pour de nombreux journalistes. À l'approche des JO, chaque jour, entre 20 000 et 30 000 cyberpoliciers ont surveillé, bloqué et censuré Internet et à Pékin, 300 000 miliciens bénévoles ont été mobilisés dans un objectif de surveillance et de délation. Malgré les promesses de libre accès à Internet faites par les autorités chinoises lorsque le « Grand Firewall » a été développé, lors des troubles au Tibet en mars 2008, l'accès à de nombreux sites, dont ceux du mouvement Fa Lun Gong, de sites pro-tibétains ou d'ONG de défense des droits de l'homme, comme Amnesty International et Reporters sans frontières, ont été bloqués. Des journalistes ont aussi constaté la censure de sites d'informations comme la version chinoise de la BBC, la Deutsche Welle et des quotidiens de Hong Kong.

## Flamme olympique et relais

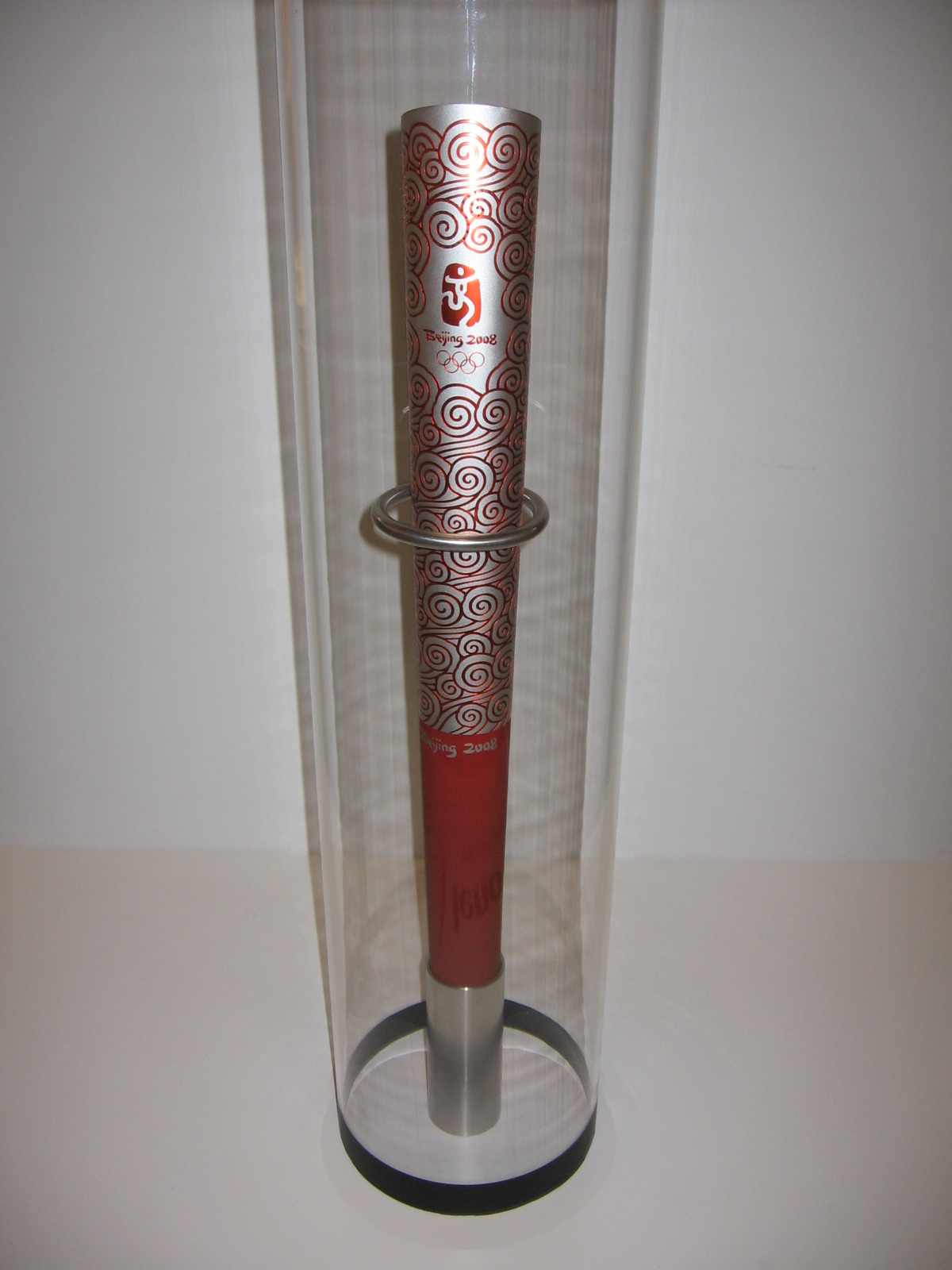
La torche olympique.

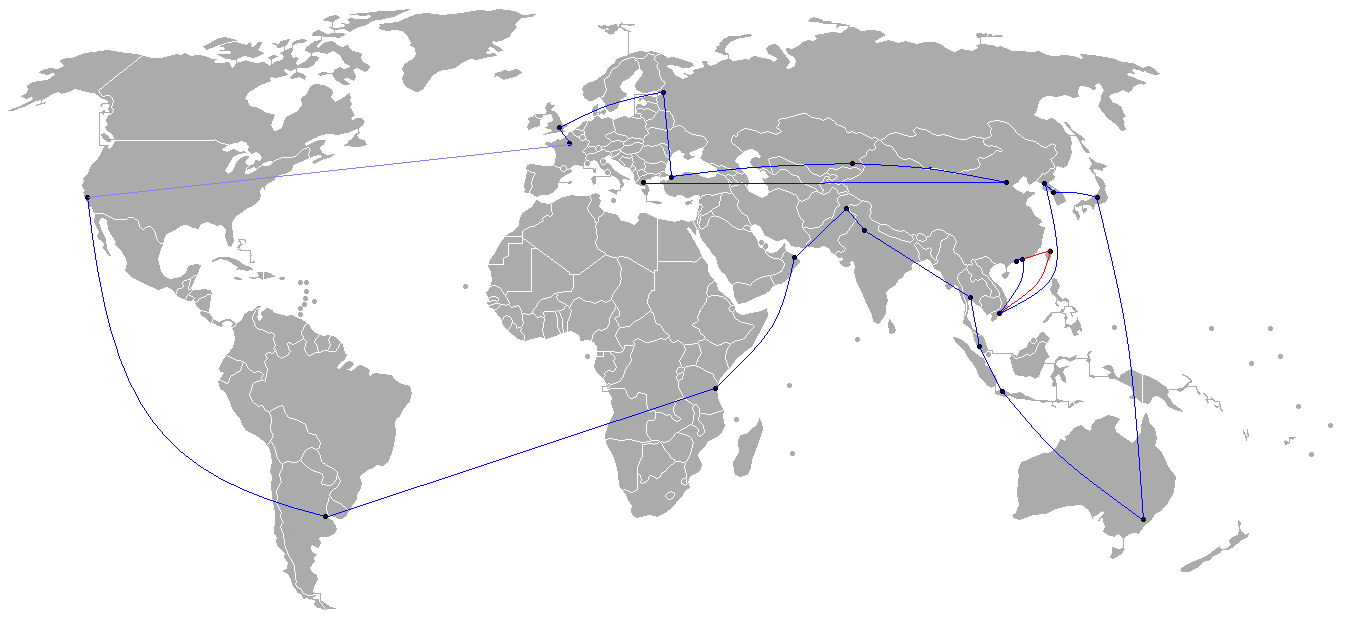
Parcours de la flamme olympique, qui commence à Olympie.

La torche olympique, de couleur rouge « laque de Chine » et entièrement réalisée en aluminium anodisé, se présente comme un rouleau incurvé, inspirée des rouleaux de papier traditionnels utilisés en Chine. Son extrémité supérieure forme un « nuage de bon augure » (祥云 - Xiangyun). Elle est conçue pour rester allumée par des vents de 65 km/h et sous des pluies de 50 millimètres par heure.
Les plans acceptés par le CIO pour le parcours de la flamme olympique ont été dévoilés le 26 avril 2007 à Pékin. Le relais, avec le thème « Un voyage en harmonie » et le slogan « Allume le feu sacré, propage notre rêve », a duré 130 jours et couvert les cinq continents pour une distance totale de 137 000 kilomètres.
L'allumage a été effectué le 24 mars 2008 à Olympie, en Grèce et a été marqué par l'intervention de membres de Reporters sans frontières brandissant des banderoles appelant au boycott des jeux. La télévision chinoise, qui retransmettait cet événement en léger différé, a alors interrompu sa transmission. La flamme a ensuite traversé la Grèce pour arriver à Pékin le 31 mars où elle a commencé sa route à travers les cinq continents.
Le parcours de la flamme olympique a connu certains incidents dus notamment aux manifestations protibétaines. Des manifestants protibétains ont tenté d'éteindre la flamme à Londres le 6 avril et de nombreuses manifestations avaient également été organisée à Paris le 7 avril. À la suite de nombreuses bousculades, la flamme a été éteinte et son parcours réduit. Seuls 40 des 80 relayeurs prévus initialement ont pu se transmettre la flamme. Dans les jours qui ont suivi, certains plans d'actualité des incidents ont été abondamment diffusés à la télévision nationale chinoise, notamment la tentative, par un manifestant portant des symboles tibétains très visibles, de renverser le fauteuil roulant de l'athlète chinoise handicapée Jin Jing qui portait la flamme. Le passage de la flamme à San Francisco, où de nombreuses manifestations étaient prévues le long du parcours, a été raccourci afin de prévenir de tels incidents. Le parcours a ensuite de nouveau été modifié pour tenir compte du tremblement de terre qui a touché le Sichuan et affecté le centre de la Chine. La flamme a ensuite été amenée au sommet de l'Everest (Qomolangma).

## Les Jeux

### Cérémonie d'ouverture
La cérémonie d'ouverture de ces Jeux a débuté à 8 heures 08 du soir heure locale (fuseau horaire UTC+8), soit le 08/08/08 à 8 h 8 du soir +08:00, le huit étant un symbole de prospérité et d'infini dans la culture chinoise. Le spectacle, réalisé par le réalisateur chinois Zhang Yimou, a représenté différentes périodes de l'histoire de la Chine.
À 23 h 37 après la traditionnelle parade des nations, ouverte par la Grèce et clôturée par le pays hôte, le président de la République populaire de Chine Hu Jintao a déclaré officiellement ouverts les XXIXe Jeux olympiques d'été. Le serment olympique a été prononcé par la pongiste Zhang Yining pour les athlètes.
Le dernier relayeur de la flamme a été l'ancien gymnaste chinois Li Ning, célèbre pour avoir décroché six médailles dont trois d'or aux Jeux olympiques de Los Angeles en 1984. Il a allumé le brasier olympique à 0 h 6, après avoir effectué un tour de stade à 90°, contre l'écran géant ceinturant le toit du stade.

### Cérémonie de clôture
Le 24 août 2008, le président du CIO, le Belge Jacques Rogge a officiellement clôturé cette Olympiade, donnant aux athlètes rendez-vous dans quatre ans à Londres, où se dérouleront les XXXe Jeux olympiques de l'ère moderne.

### Nations participantes

Pays participants en 2008.
Pays participant pour la première fois.
Pays ayant déjà participé.

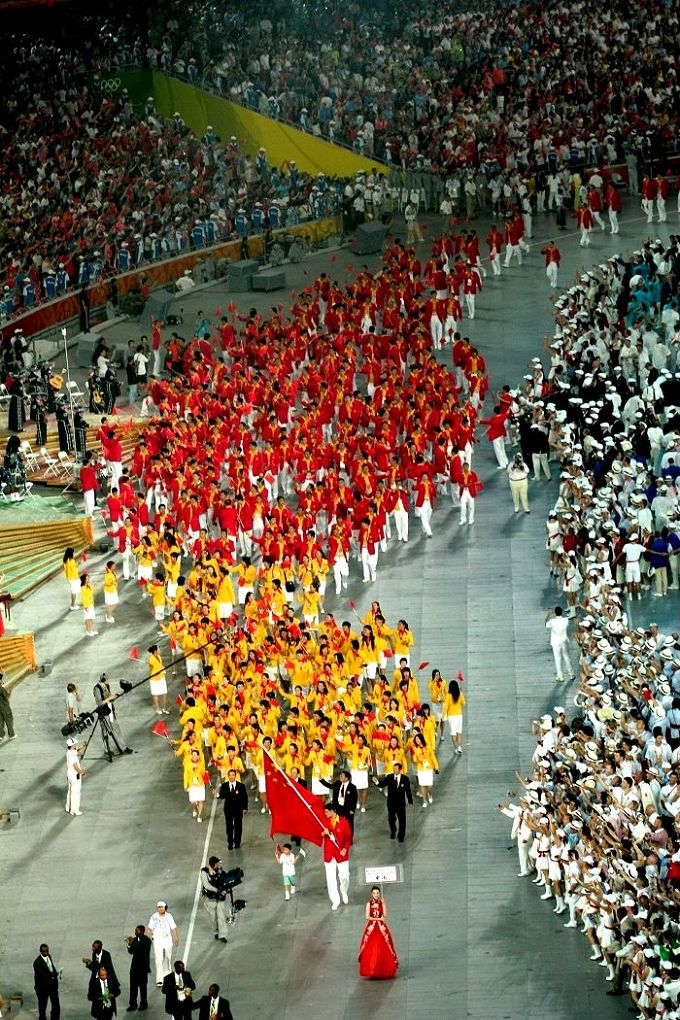
Avec 639 athlètes, la délégation de la République populaire de Chine est la plus grande délégation jamais envoyée dans l'histoire des Jeux olympiques.

Après les Jeux olympiques d'été de 2004, les seules nations souveraines à n'avoir jamais eu de délégation d'athlètes à cet événement étaient les Îles Marshall, les Tuvalu et le Vatican. Les Îles Marshall sont affiliées au Comité international olympique depuis février 2006 et participeront aux Jeux de 2008. En ce qui concerne les Tuvalu, la 119e session du CIO en 2007 a également accepté la présence de ce micro-État au sein du comité et sa participation en 2008.
Depuis 2006, le Monténégro (affilié également récemment au CIO) et la Serbie sont des nations souveraines et indépendantes. Elles ont leur propre délégation aux Jeux olympiques.
La Corée du Nord et la Corée du Sud envisageaient d'envoyer une équipe commune à l'occasion de ces jeux à Pékin. À ce titre, les représentants des deux comités olympiques, dans une entrevue avec le président du CIO Jacques Rogge le 5 septembre 2006, ont discuté de cette éventualité. Dans le passé les deux Corée ont vu leurs sportifs défiler sous la même bannière lors des cérémonies d'ouverture, mais ils n'ont jamais concouru ensemble. Faute d'entente sur la représentation des athlètes des deux nations, la discussion a été repoussée ultérieurement.
L'Irak, après avoir été interdite de participation par le CIO à la suite de l'interférence du gouvernement dans la gestion des affaires sportives du pays, sera finalement présente à Pékin.
Le jour de la cérémonie d'ouverture, le CIO a annoncé que la délégation de Brunei ne pourra pas participer à la compétition car le CIO n'a reçu aucun enregistrement d'athlètes pour ce pays.
| Afrique | Amériques | Asie | Europe | Océanie |
| --- | --- | --- | --- | --- |
| - Afrique du Sud - Algérie - Angola - Bénin - Botswana - Burkina Faso - Burundi - Cameroun - Cap-Vert - République centrafricaine - Comores - République du Congo - République démocratique du Congo - Côte d'Ivoire - Djibouti - Égypte - Érythrée - Éthiopie - Gabon - Gambie - Ghana - Guinée - Guinée-Bissau - Guinée équatoriale - Kenya - Lesotho - Liberia - Libye - Madagascar - Malawi - Mali - Maroc - Maurice - Mauritanie - Mozambique - Namibie - Niger - Nigeria - Ouganda - Rwanda - Sao Tomé-et-Principe - Sénégal - Seychelles - Sierra Leone - Somalie - Soudan - Swaziland - Tanzanie - Tchad - Togo - Tunisie - Zambie - Zimbabwe | - Antigua-et-Barbuda - Antilles néerlandaises - Argentine - Aruba - Bahamas - Barbade - Belize - Bermudes - Bolivie - Brésil - Îles Caïmans - Canada - Chili - Colombie - Costa Rica - Cuba - Dominique - Équateur - États-Unis - Grenade - Guatemala - Guyana - Haïti - Honduras - Jamaïque - Mexique - Nicaragua - Panama - Paraguay - Pérou - Porto Rico - République dominicaine - Saint-Christophe-et-Niévès - Sainte-Lucie - Saint-Vincent-et-les-Grenadines - Salvador - Suriname - Trinité-et-Tobago - Uruguay - Venezuela - Îles Vierges des États-Unis - Îles Vierges britanniques | - Afghanistan - Arabie saoudite - Bahreïn - Bangladesh - Bhoutan - Birmanie - Cambodge - Chine - Taipei chinois - Corée du Nord - Corée du Sud - Émirats arabes unis - Hong Kong - Inde - Indonésie - Irak - Iran - Japon - Jordanie - Kazakhstan - Kirghizistan - Koweït - Laos - Liban - Malaisie - Maldives - Mongolie - Népal - Oman - Ouzbékistan - Palestine - Pakistan - Philippines - Qatar - Singapour - Sri Lanka - Syrie - Tadjikistan - Thaïlande - Timor oriental - Turkménistan - Viêt Nam - Yémen | - Albanie - Allemagne - Andorre - Arménie - Autriche - Azerbaïdjan - Belgique - Biélorussie - Bosnie-Herzégovine - Bulgarie - Chypre - Croatie - Danemark - Estonie - Espagne - Finlande - France - Géorgie - Grande-Bretagne - Grèce - Hongrie - Irlande - Islande - Israël - Italie - Lettonie - Liechtenstein - Lituanie - Luxembourg - Macédoine du Nord - Malte - Moldavie - Monaco - Monténégro - Norvège - Pays-Bas - Pologne - Portugal - Roumanie - Russie - Saint-Marin - Serbie - Slovaquie - Slovénie - Suède - Suisse - Tchéquie - Turquie - Ukraine | - Australie - Îles Cook - Fidji - Guam - Kiribati - Îles Marshall - Micronésie - Nauru - Nouvelle-Zélande - Palaos - Papouasie-Nouvelle-Guinée - Îles Salomon - Samoa - Samoa américaines - Tonga - Tuvalu - Vanuatu |
| 53 pays | 42 pays | 43 pays | 49 pays | 17 pays |

### Épreuves

#### Athlétisme

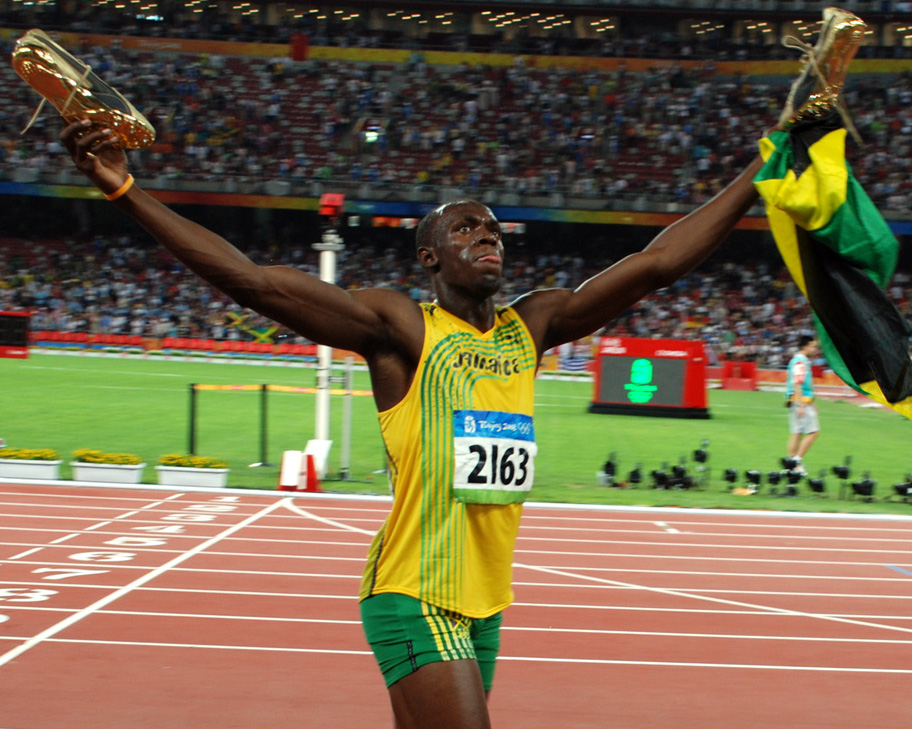
Usain Bolt après sa victoire sur le 100 mètres

Le coureur jamaïcain Usain Bolt réussit le doublé 100 m et 200 m en battant à chaque fois le record du monde, respectivement en 9 s 69 et 19 s 30. Le dernier doublé 100 m - 200 m avait été réalisé, sans record du monde, par Carl Lewis aux Jeux olympiques de 1984 à Los Angeles. Bolt remporte une 3e médaille d'or avec le relais 4 × 100 m en battant un 3e record du monde, mais ce titre sera retiré par le CIO en 2017, à la suite du contrôle positif de Nesta Carter, après de nouvelles analyses. La Jamaïque domine également le 100 m féminin avec un triplé de Shelly-Ann Fraser, Sherone Simpson et Kerron Stewart. Sur 100 mètres haies, le champion olympique en titre Liu Xiang, qui était le meilleur espoir de médaille d'or pour la Chine en athlétisme, abandonne pour blessure au tendon d'Achille après un faux départ en série. C'est un drame pour la Chine qui comptait sur lui pour remporter une médaille d'or en athlétisme.
Les Américains réalisent deux triplés : un premier au 400 m haies messieurs, avec dans l'ordre d'arrivée Angelo Taylor (déjà vainqueur en 2000), Kerron Clement et Bershawn Jackson, un second au 400 m messieurs avec LaShawn Merritt, Jeremy Wariner et  David Neville. Ils remportent ensuite logiquement le relais 4 × 400 m masculin en établissant un nouveau record olympique en 2 min 55 s 39. En longue distance, les 5 000 m et 10 000 m sont dominés par les athlètes éthiopiens Kenenisa Bekele et Tirunesh Dibaba qui réussissent le doublé respectivement dans les épreuves masculines et féminines. Le marathon hommes, effectué sous forte chaleur malgré l'horaire matinal, est remporté par le Kényan Samuel Kamau Wanjiru qui bat le record olympique en 2 h 06 min 32 s.

#### Cyclisme
Les épreuves sur piste sont dominées par les Britanniques qui remportent sept des dix titres attribués, avec en outre la victoire de Nicole Cooke dans la course en ligne féminine sur route. Le pistard écossais Chris Hoy a remporté trois médailles d'or dans les trois compétitions qu'il a disputées.
Chez les hommes en cyclisme sur route, la course en ligne est remportée par l'Espagnol Samuel Sánchez, alors que le Suisse Fabian Cancellara s'y classe troisième et gagne la course contre-la-montre,.
Les épreuves de BMX sont disputées pour la première fois dans le cadre des Jeux olympiques, l'épreuve féminine voit un doublé des Françaises Anne-Caroline Chausson et Laëtitia Le Corguillé.
Les Français Julien Absalon et Jean-Christophe Péraud réalisent le doublé en VTT, Absalon conserve le titre olympique qu'il avait acquis en 2004.

#### Escrime
La France et l'Italie occupent le haut du tableau des médailles avec deux titres chacune : épée masculin par équipe et sabre masculin par équipe pour la France, épée individuel avec Matteo Tagliariol et fleuret féminin avec Valentina Vezzali pour l'Italie.
La Hongrie, d'habitude très forte en escrime, sauve l'honneur avec la seule médaille de bronze pour Ildiko Mincza-Nebald en épée alors qu'aux précédents Jeux elle avait remporté trois titres dont un en épée. Le bilan est similaire pour les Russes qui ont un seul titre en fleuret féminin par équipe.
Les équipes surprises sont venues d'Asie avec des médailles pour la Chine (Zhong Man, champion de sabre masculin), la Corée du Sud et le Japon. Les Américains ont un bon bilan avec six médailles, trois Américaines atteignent les demi-finales du sabre féminin et obtiennent les trois médailles, Mariel Zagunis remportant le titre face Sada Jacobson et Rebecca Ward remportant la médaille de bronze.

#### Gymnastique
La Chine a dominé les épreuves de gymnastique, remportant 9 des 14 titres en jeu en gymnastique artistique et les deux titres attribués au trampoline. Elle remporte trois des quatre principaux titres, avec les deux titres par équipes et le concours général individuel homme avec Yang Wei. L'Américaine Nastia Liukin remporte le concours général individuel chez les femmes devant sa compatriote Shawn Johnson, cette dernière remportant également l'or de la poutre ce qui donne la deuxième place aux États-Unis  au total des médailles mais avec seulement deux médailles d'or en gymnastique artistique.

#### Natation

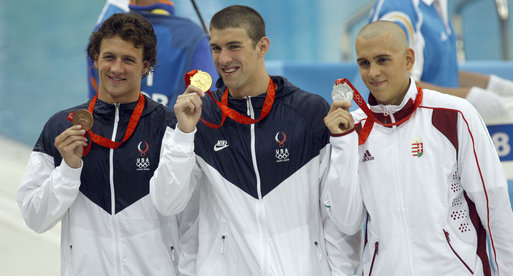
Le podium du 400 m quatre nages avec Michael Phelps entouré de Ryan Lochte (à gauche) et Laszlo Cseh (à droite)

Vingt-cinq records du monde et soixante-cinq records olympiques ont été battus lors de cette édition.
Le nageur Américain Michael Phelps domine la compétition en remportant 8 médailles d'or (record absolu) et en établissant au passage sept records du monde. Il bat le record de médailles d'or remporté pendant de mêmes Jeux ; le record était détenu précédemment par Mark Spitz avec sept médailles d'or lors des Jeux de 1972.
Le Français Alain Bernard remporte le 100 m nage libre masculin, l'épreuve reine en individuel.
Trois nageuses remportent deux titres individuels, l'Allemande Britta Steffen (50 m et 100 m), la Britannique Rebecca Adlington (400 m et 800 m) et l'Australienne Stephanie Rice (200 m et 400 m 4 nages).

#### Plongeon
La Chine remporte sept des huit médailles d'or, le record absolu dans la discipline aux Jeux olympiques, avec l'Australien Matthew Mitcham remportant le haut vol masculin à l'ultime saut en finale.

#### Sports collectifs
Les États-Unis remportent les compétitions masculine et féminine de beach-volley et la compétition féminine de football. Le tournoi de football masculin est remporté par l'Argentine qui a battu le Nigeria en finale par 1 à 0.

##### Handball

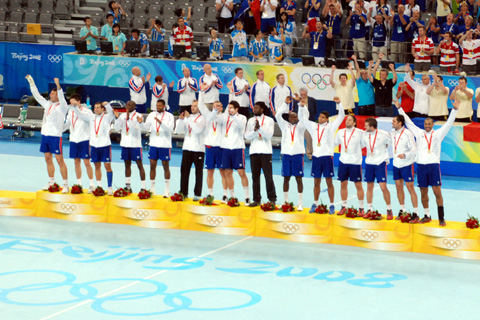
L'équipe de France masculine, médaille d'or en handball

La Norvège remporte le titre en handball féminin, elle bat la Russie en finale par 34 à 27. La France remporte le titre en handball masculin, son premier titre olympique, elle bat l'Islande en finale sur le score de 28 à 23.

##### Volley-ball
La compétition de volley-ball a donné lieu à une double confrontation en finale entre les équipes du Brésil et des États-Unis. Le tournoi féminin est remporté par le Brésil tandis que les États-Unis remportent la compétition masculine.

##### Basket-ball
Les États-Unis gagnent le titre olympique du basket-ball féminin, un titre qu'elles conservent depuis 1996. Elles ont battu l'Australie en finale par 92 à 65. L'équipe masculine des États-Unis remporte sans surprise le titre olympique en basket-ball. Elle a battu l'Espagne en finale et reprend le titre abandonné lors des Jeux de 2004.

##### Baseball
La Corée du Sud remporte la médaille d'or dans le tournoi de baseball en battant Cuba, tenant du titre, 3 à 2. C'est la première médaille d'or en baseball pour la Corée du Sud, Cuba (3 titres) et les États-Unis (1 titre) s'étant partagés les quatre précédentes médailles,.

##### Softball
En softball, l'équipe du Japon remporte le titre en battant 3 à 1 l'équipe des États-Unis, triple championne olympique depuis 1996 et invaincue dans la compétition jusqu'en finale.

#### Taekwondo
Avec quatre titres, les Sud-Coréens dominent la discipline, avec en dauphin le Mexique et leurs deux titres. L'Iranien Hadi Saei conserve son titre acquis à Athènes. La fratrie Lopez gagne trois médailles dans les mêmes Jeux : Steven Lopez le bronze en 80 kg, Mark Lopez l'argent en 68 kg, Diana Lopez le bronze en 57 kg. Rohullah Nikpai, taekwondoïste afghan, décroche la première médaille olympique pour son pays.
Sarah Stevenson décroche le bronze en 67 kg alors qu'elle finit avec une fracture de la main. En quart de finale, elle est d'abord battue par la chinoise Chen Zhong, double championne olympique, sur le score de 1-0 mais la britannique porte réclamation pour un coup non-décompté. Les juges reviennent sur leurs jugement et lui attribue la victoire.
On retiendra aussi le geste du cubain Angel Matos ; mécontent de la décision d'un arbitre qui déclare la victoire de Arman Chilmanov sur Kye-shi (temps médical dépassé) dans le match de répêchage pour la médaille de bronze, celui-ci assène à l'arbitre un coup de pied et de poing. Ce geste lui vaudra un bannissement à vie de toute compétition.

#### Tennis de table
En tennis de table, la Chine réalise le Grand Chelem en remportant toutes les médailles possibles : les trois médailles en simple femme et en simple homme ainsi que les deux médailles d'or par équipe femme et homme.

#### Tennis
Les simples de Tennis ont été remportés par Rafael Nadal chez les hommes et par  Elena Dementieva chez les dames. Roger Federer éliminé prématurément en simple se console en remportant le double avec Stanislas Wawrinka, alors que les sœurs Serena et Venus Williams remportent le double dames.

## Compétition

### Sports

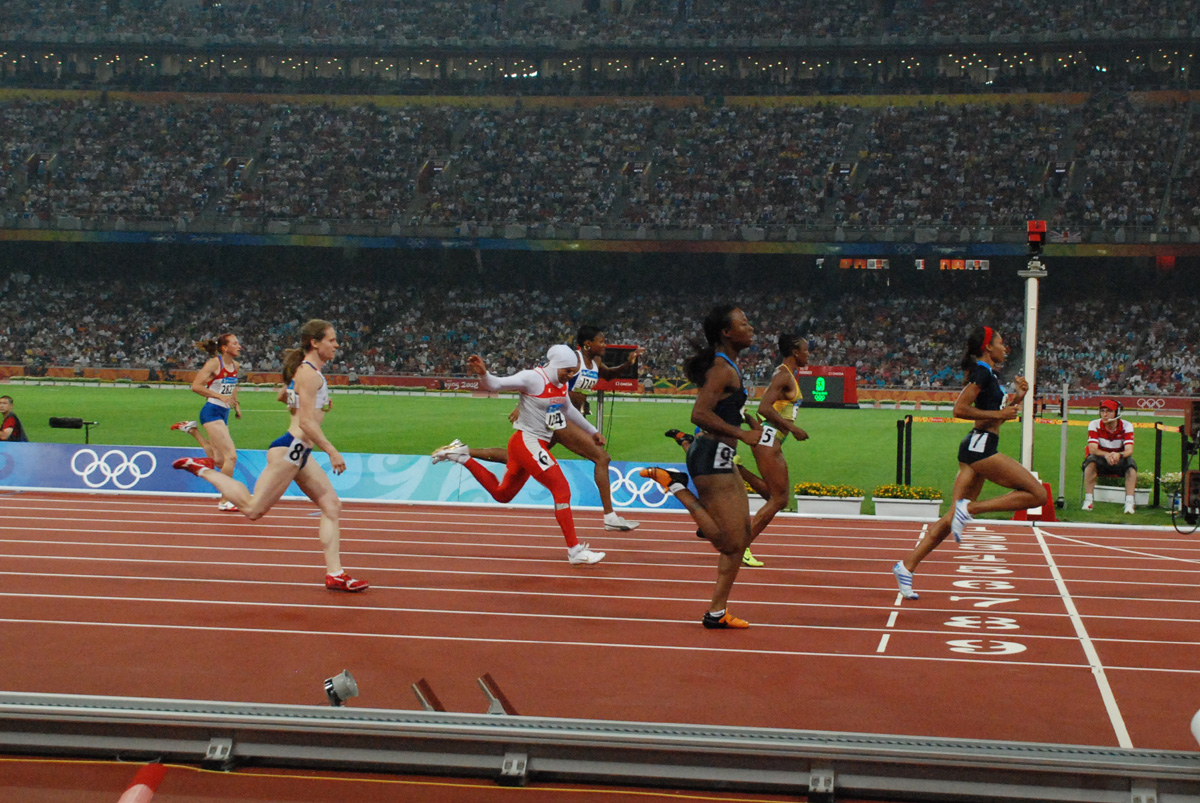
Les demi-finales du 200 m dames au stade olympique le 20 août 2008.

Le programme de Pékin 2008 est assez similaire à celui des Jeux olympiques d'été de 2004. Les vingt-huit sports de l'édition précédente sont à nouveau présents, regroupant 302 épreuves (165 masculines, 127 féminines et 10 mixtes), soit une de plus qu'à Athènes.
En tout, neuf nouvelles épreuves font leur entrée au programme olympique. En athlétisme, les femmes participent pour la première fois au 3 000 m steeple, alors qu'en natation, la course de longue distance en eau libre s'ajoute aux traditionnelles épreuves olympiques. Le cyclisme renonce au kilomètre sur piste pour accueillir le BMX. Ces deux dernières épreuves sont disputées par les hommes et par les femmes.
Parmi les modifications du programme, le tournoi de double de tennis de table est remplacé par une épreuve par équipe (3 joueurs par nation) qui consiste à remporter 3 des 5 matchs disputés (4 simples et un double). En escrime, le programme des épreuves « par équipes » a été modifié : l'épée dames et le fleuret hommes disparaissent, le sabre et le fleuret dames entrent. En outre, afin de réduire l'écart entre la participation des hommes et celle des femmes aux Jeux, il a été décidé d'augmenter le nombre d'équipes participant aux tournois féminins de hockey sur gazon, de handball et de football.
Le Wushu fait son apparition comme sport de démonstration, alors qu'aucun sport n'avait été présenté lors des trois éditions précédentes. La compétition s'est déroulée du 21 au 24 août au Gymnase du centre Olympique en réunissant 120 athlètes de 25 pays. Les médailles attribuées ne seront toutefois pas comptabilisées.
Ci-dessous figure la liste officielle des sports et disciplines, ainsi que le nombre d'épreuves au programme des Jeux olympiques de 2008.
| Nombre d'épreuves                                                 | Hommes   | Femmes  | Mixtes | Total     |
| ----------------------------------------------------------------- | -------- | ------- | ------ | --------- |
| Athlétisme                                                        | 24       | 23      |        | 47        |
| Aviron                                                            | 8        | 6       |        | 14        |
| Badminton                                                         | 2        | 2       | 1      | 5         |
| Baseball                                                          | 1        |         |        | 1         |
| Basket-ball                                                       | 1        | 1       |        | 2         |
| Boxe                                                              | 11       |         |        | 11        |
| Canoë-kayak • Course en ligne • Slalom                            | 12 9 3   | 4 3 1   |        | 16 12 4   |
| Cyclisme • Route • Piste • VTT • BMX                              | 11 2 7 1 | 7 2 3 1 |        | 18 4 10 2 |
| Sports équestres • Saut d'obstacles • Dressage • Concours complet |          |         | 6 2    | 6 2       |
| Escrime                                                           | 5        | 5       |        | 10        |
| Football                                                          | 1        | 1       |        | 2         |
| Gymnastique • Artistique • Rythmique • Trampoline                 | 9 8 1    | 9 6 2 1 |        | 18 14 2   |
| Haltérophilie                                                     | 8        | 7       |        | 15        |
| Handball                                                          | 1        | 1       |        | 2         |

| Nombre d'épreuves                                                            | Hommes    | Femmes      | Mixtes | Total     |
| ---------------------------------------------------------------------------- | --------- | ----------- | ------ | --------- |
| Hockey sur gazon                                                             | 1         | 1           |        | 2         |
| Judo                                                                         | 7         | 7           |        | 14        |
| Lutte • Libre • Gréco-romaine                                                | 14 7      | 4           |        | 18 11 7   |
| Sports aquatiques • Natation • Plongeon • Natation synchronisée • Water-polo | 22 17 4 1 | 24 17 4 2 1 |        | 46 34 8 2 |
| Pentathlon moderne                                                           | 1         | 1           |        | 2         |
| Softball                                                                     |           | 1           |        | 1         |
| Taekwondo                                                                    | 4         | 4           |        | 8         |
| Tennis                                                                       | 2         | 2           |        | 4         |
| Tennis de table                                                              | 2         | 2           |        | 4         |
| Tir • Carabine • Pistolet • Tir aux plateaux                                 | 9 3       | 6 2         |        | 15 5      |
| Tir à l'arc                                                                  | 2         | 2           |        | 4         |
| Triathlon                                                                    | 1         | 1           |        | 2         |
| Voile                                                                        | 4         | 4           | 3      | 11        |
| Volley-ball • En salle • Plage                                               | 2 1       | 2 1         |        | 4 2       |
| Total (28 sports)                                                            | 165       | 127         | 10     | 302       |

### Calendrier
Les compétitions sont organisés à partir du fuseau horaire UTC+8 — c'est-à-dire heure universelle plus huit heures, le fuseau utilisé par Pékin.
Les horaires des compétitions dans les articles suivants utilisent en revanche le fuseau UTC+1, celui d'une grande partie de la Francophonie, en Europe et en Afrique notamment.
| C a n o ë - | k a y a k |
| ----------- | --------- |

| V o l e y | b a l |
| --------- | ----- |

|  | Cérémonies |  | Jour de compétition |  | Jour de finale | 4 | Nombre de finales |

### Athlètes paralympiques aux Jeux olympiques
Pour la première fois, deux athlètes qualifiées pour les Jeux paralympiques le sont également pour les Jeux olympiques : la nageuse sud-africaine Natalie du Toit, amputée de la jambe gauche, qui prend part au marathon féminin en eau libre (10 km), et la pongiste polonaise Natalia Partyka, née sans avant-bras droit,.

## Tableau des médailles

### Par nation
Les dix premières nations au classement des médailles de leurs athlètes :
| Rang | Nation          | Or | Argent | Bronze | Total |
| ---- | --------------- | -- | ------ | ------ | ----- |
| 1    | Chine           | 48 | 22     | 30     | 100   |
| 2    | États-Unis      | 36 | 39     | 37     | 112   |
| 3    | Russie          | 24 | 13     | 23     | 60    |
| 4    | Grande-Bretagne | 19 | 13     | 19     | 51    |
| 5    | Allemagne       | 16 | 11     | 14     | 41    |
| 6    | Australie       | 14 | 15     | 17     | 46    |
| 7    | Corée du Sud    | 13 | 11     | 8      | 32    |
| 8    | Japon           | 9  | 8      | 8      | 25    |
| 9    | Italie          | 8  | 9      | 10     | 27    |
| 10   | France          | 7  | 16     | 20     | 43    |

- La Chine termine pour la première fois au sommet du classement des médailles. C'est la première fois depuis 72 ans qu'un pays autre que les États-Unis ou la Russie (URSS) termine en tête du classement.
- 87 pays différents ont remporté au moins une médaille lors de ces Jeux, c'est le record absolu.
- Des athlètes de l'Afghanistan, de Maurice, du Soudan, du Togo et du Tadjikistan ont apporté la première médaille de leur histoire à leur pays lors de ces Jeux.
- La Mongolie et le Panama ont remporté leur premier titre olympique à l'occasion des Jeux de Pékin.
- L'Inde a remporté le premier titre olympique individuel de son histoire.

### Par athlète
| Athlète            | Pays        | Sport                  | Médaille d'or, Jeux olympiques | Médaille d'argent, Jeux olympiques | Médaille de bronze, Jeux olympiques | Total |
| Michael Phelps     | États-Unis  | Natation               | 8                              | 0                                  | 0                                   | 8     |
| Chris Hoy          | Royaume-Uni | Cyclisme               | 3                              | 0                                  | 0                                   | 3     |
| Zou Kai            | Chine       | Gymnastique artistique | 3                              | 0                                  | 0                                   | 3     |
| Stéphanie Rice     | Australie   | Natation               | 3                              | 0                                  | 0                                   | 3     |
| Libby Trickett     | Australie   | Natation               | 2                              | 1                                  | 1                                   | 4     |
| Matt Grevers       | États-Unis  | Natation               | 2                              | 1                                  | 0                                   | 3     |
| Leisel Jones       | Australie   | Natation               | 2                              | 1                                  | 0                                   | 3     |
| Aaron Peirsol      | États-Unis  | Natation               | 2                              | 1                                  | 0                                   | 3     |
| Yang Wei           | Chine       | Gymnastique artistique | 2                              | 1                                  | 0                                   | 3     |
| Ryan Lochte        | États-Unis  | Natation               | 2                              | 0                                  | 1                                   | 3     |
| Jason Lezak        | États-Unis  | Natation               | 2                              | 0                                  | 1                                   | 3     |
| Kosuke Kitajima    | Japon       | Natation               | 2                              | 0                                  | 1                                   | 3     |
| Nastia Liukin      | États-Unis  | Gymnastique artistique | 1                              | 3                                  | 1                                   | 5     |
| Usain Bolt         | Jamaïque    | Athlétisme             | 2                              | 0                                  | 0                                   | 2     |
| Shawn Johnson      | États-Unis  | Gymnastique artistique | 1                              | 3                                  | 0                                   | 4     |
| Kirsty Coventry    | Zimbabwe    | Natation               | 1                              | 3                                  | 0                                   | 4     |
| Natalie Coughlin   | États-Unis  | Natation               | 1                              | 2                                  | 3                                   | 6     |
| Rebecca Soni       | États-Unis  | Natation               | 1                              | 2                                  | 0                                   | 3     |
| Alain Bernard      | France      | Natation               | 1                              | 1                                  | 1                                   | 3     |
| Jessicah Schipper  | Australie   | Natation               | 1                              | 0                                  | 2                                   | 3     |
| Cheng Fei          | Chine       | Gymnastique artistique | 1                              | 0                                  | 2                                   | 3     |
| Yang Yilin         | Chine       | Gymnastique artistique | 1                              | 0                                  | 2                                   | 3     |
| Dara Torres        | États-Unis  | Natation               | 0                              | 3                                  | 0                                   | 3     |
| Laszlo Cseh        | Hongrie     | Natation               | 0                              | 3                                  | 0                                   | 3     |
| Eamon Sullivan     | Australie   | Natation               | 0                              | 2                                  | 1                                   | 3     |
| Margaret Hoelzer   | États-Unis  | Natation               | 0                              | 2                                  | 1                                   | 3     |
| Andrew Lauterstein | Australie   | Natation               | 0                              | 1                                  | 2                                   | 3     |
| Katie Hoff         | États-Unis  | Natation               | 0                              | 1                                  | 2                                   | 3     |
| Pang Jiaying       | Chine       | Natation               | 0                              | 1                                  | 2                                   | 3     |

## Enjeux politiques
La phase de préparation des Jeux a été marquée par d'intenses tensions politiques qui se portaient particulièrement sur les troubles au Tibet, sur le respect des normes environnementales et sur la question de la censure des journalistes en Chine.
La Chine considère en revanche que les nombreuses critiques dont elle a fait l'objet sur des sujets très divers étaient le fruit de malveillances et de jalousies de la part d'une partie de l'Occident, presse et milieux intellectuels en particulier. Elle considère aussi que les militants indépendantistes tibétains ont volontairement attisé les tensions avant les Jeux olympiques, politisant ainsi un évènement sportif.
À la suite des événements débutés en mars 2008 au Tibet, la pression internationale et les appels au boycott se sont faits plus pressants, certains réclamant au moins un boycott de la cérémonie d'ouverture. Le relais de la flamme olympique hors de Chine a été l'occasion de nombreuses manifestations.
Les responsables de la République populaire de Chine avaient promis en 2001 « d'énormes avancées » en matière de droits de l'homme si les Olympiades 2008 se déroulaient en Chine. Le CIO avait demandé aux autorités chinoises des engagements en ce sens en leur attribuant les Jeux, lors de la session de Moscou, en juillet 2001, qui voyait Jacques Rogge succéder à Juan Antonio Samaranch à la tête du mouvement olympique international.
Des organisations et des personnalités appellent au boycott ou à une menace de boycott des Jeux olympiques de Pékin, affirmant que la République populaire de Chine ne respecte pas les droits de l'homme en son pays, qu'elle mène une politique étrangère agressive envers le Tibet et que de nombreux sites olympiques sont fortement menacés par la pollution. À la suite des manifestations au Tibet débutées en mars 2008, les appels au boycott politique des JO de Pékin se sont faits plus pressants.
En raison de la position de la Chine dans le conflit du Darfour, le cinéaste américain Steven Spielberg a choisi de démissionner de son poste de conseiller artistique des cérémonies d'ouverture et de clôture.
Un article de Wei Jingsheng, qui réclama en 1978 pour la Chine la « cinquième modernisation » (la démocratie) demande à Jacques Rogge, le président du Comité international olympique, de faire pression sur les autorités de Pékin pour qu'elles respectent les droits de l'homme au Tibet.

Drapeau de Chinese Taipei, substitut pour les Jeux olympiques du drapeau de la République de Chine (Taïwan) qui ne peut pas flotter en Chine continentale.

Les pays qui le souhaitent pourront retirer leur drapeau et leur hymne national, et le remplacer par les emblèmes olympiques, comme le fera, pour d'autres raisons, Taïwan qui participe sous le nom de Chinese Taipei. Ce sera une alternative au boycott réclamé par certains, qui n'empêchera pas les athlètes de participer.
En mars 2008, des politiciens de haut rang ont annoncé ouvertement qu'ils n'assisteront pas la cérémonie d'ouverture. La chancelière allemande, Angela Merkel, fut le premier dirigeant mondial à décider de ne pas assister aux Jeux olympiques de Pékin. Le premier ministre de la Pologne, Donald Tusk, et le président de la République tchèque, Václav Klaus, ont aussi décidé de ne pas y assister.
En raison des Troubles au Tibet en 2008, le 25 mars, le président français Nicolas Sarkozy interrogé sur un possible boycott des Jeux a répondu « toutes les options sont ouvertes ». Son entourage a précisé qu'il s'exprimait à propos de la cérémonie d'ouverture et non de la compétition olympique.
À la suite des événements débutés en mars 2008 au Tibet, la pression internationale et les appels au boycott se sont faits plus pressants, certains réclamant au moins un boycott de la cérémonie d'ouverture. Le 27 mars 2008, le Président de la République française, Nicolas Sarkozy, indique, lors d'une conférence de presse commune, à Londres, avec le Premier ministre britannique Gordon Brown, qu'il consultera les autres pays membres de l'Union européenne sur la question d'un éventuel boycott de la cérémonie d'ouverture des Jeux olympiques, le 8 août prochain à Pékin : « Je serai président de l'Union au moment de la cérémonie d'ouverture. Je dois m'ouvrir aux autres, les consulter pour savoir si j'irai à la cérémonie ou pas. »
Le 2 avril, en raison de la persistance des troubles au Tibet, le Congrès américain demande à George Bush le boycott de la cérémonie d'ouverture des Jeux. Le même jour, le gouvernement japonais a annoncé que la famille royale ne participera pas à la cérémonie d'ouverture. La Chine a demandé la participation de la famille royale au gouvernement japonais à plusieurs reprises depuis l'année dernière. Mais outre les boulettes de pâte contaminées chinoises et le développement illégal par la Chine des champs de gaz dans la Mer de Chine, c'est également la répression violente au Tibet qui est le foyer de la remise en question de la participation japonaise à la cérémonie d'ouverture. Ces problèmes ont poussé le gouvernement à rejeter la demande.
Le 5 avril, Rama Yade, secrétaire d'État aux droits de l'Homme, a déclaré dans un entretien au journal Le Monde que le président de la France fixe trois conditions à sa présence à Pékin lors de la cérémonie d'ouverture des jeux : la fin des violences contre la population et la libération des prisonniers politiques, la lumières sur les événements tibétains et l'ouverture du dialogue avec le dalaï-lama ; en outre la libération de Hu Jia, un dissident chinois lourdement condamné serait aussi demandée. Elle dément toutefois le jour même avoir employé le terme « conditions ». Le 8 avril 2008, le président Nicolas Sarkozy déclare : « C'est en fonction de la reprise de ce dialogue que je déterminerai des conditions de notre participation », en parlant de la reprise du dialogue entre Beijing et le dalaï-lama pour sa présence à la cérémonie d'ouverture des Jeux olympiques de Beijing. Finalement, le président Sarkozy assiste à la cérémonie d'ouverture, après consultation des membres de l'Union européenne dont la France assure alors la présidence.
Le 9 avril, le premier ministre britannique, Gordon Brown, décide de ne pas assister à la cérémonie d'ouverture. Le lendemain, le secrétaire général des Nations unies, Ban Ki-moon, informe qu'il ne sera pas présent à la cérémonie d'ouverture.
Malgré l'absence de nombreuses personnalités à la cérémonie d'ouverture des jeux, cette dernière affiche une participation record dans la mesure où 90 chefs d'État et de gouvernement s'y sont rendus (quatre fois plus qu'à Athènes en 2004).
Pour la première fois dans l'histoire des Jeux olympiques[réf. nécessaire], une guerre éclate entre deux nations participantes : la Russie et la Géorgie s'affrontent en Ossétie du Sud. Cependant la guerre n'interfère pas sur les relations entre athlètes russes et géorgiens : ainsi la remise des médailles de la finale du tir au pistolet à air comprimé à 10 mètres dames le 10 août est l'occasion d'une accolade chaleureuse entre la Russe Natalia Paderina, médaille d'argent, et la Géorgienne Nino Salukvadze, médaille de bronze ; le 13 août, lors d'un match de beach volley opposant une paire géorgienne d'origine brésilienne à une paire russe, match remporté par la paire géorgienne, et, bien que la rencontre se soit déroulée dans un bon esprit, la joueuse russe Natalia Uryadova a émis des doutes quant à la citoyenneté des joueuses de Géorgie, les accusant d'être des Brésiliennes.

## Environnement et météo

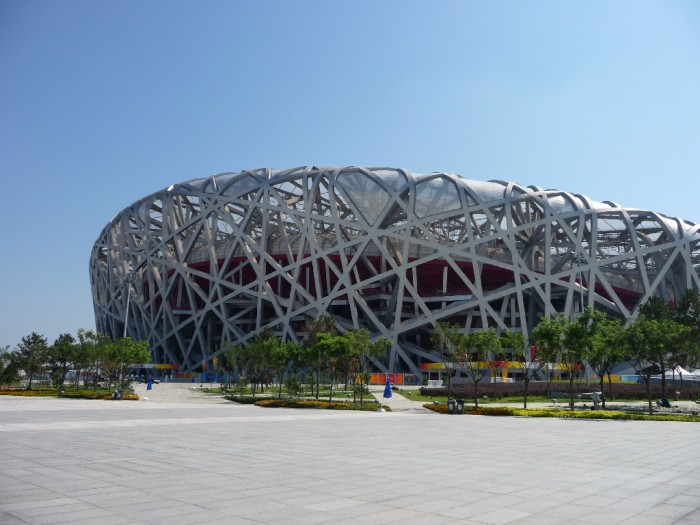
Ciel bleu en plein mois d'août au-dessus du Nid d'oiseau, durant les Jeux olympiques.

Début août 2008, les pékinois et les nombreux observateurs déjà présents dans la capitale chinoise ont découvert un ciel bleu. En stoppant la production  des usines les plus polluantes situées aux alentours de la mégapole, en suspendant tous les chantiers de constructions encore inachevées et en mettant en place un système de circulation alternée, les plaques d'immatriculation se terminant par un numéro pair/impair se succédant quotidiennement sur les routes, les autorités chinoises ont temporairement gagné leur bataille contre l'air vicié qui régnait d'habitude à Pékin. Elles ont d'ailleurs affirmé le 1er septembre 2008 que la ville avait respiré le meilleur air depuis dix ans en août grâce aux mesures prises pour les Jeux olympiques. Le Bureau de protection de l'environnement de la ville a indiqué que la capitale chinoise avait connu 14 jours de qualité de l'air « niveau un », le meilleur possible.
Les principaux polluants ont baissé de 50 % du 8 au 24 août, durant les compétitions, et de 42 % pour l'ensemble du mois par rapport à la normale
On n'a d'ailleurs pas entendu un athlète se plaindre de la qualité de l'air, contrairement aux deux années précédentes, où de nombreuses compétitions « préolympiques » s'étaient déroulées, et où des inquiétudes justifiées s'étaient exprimées. Par ailleurs, de nombreux records sont tombés dans le stade olympique.
Le Bureau des modifications météorologiques de Pékin a été chargé d'ensemencer les nuages  d'iodure d'argent à l'aide de roquettes afin de faire pleuvoir les nuages convectifs avant leur arrivée sur les sites et a conclu à de bons résultats. Mais cela ne pouvait cependant empêcher les pluies associées à des systèmes dépressionnaires et au moins deux journées fortement pluvieuses, notamment le jeudi 21 août où les finales de BMX et les épreuves d'aviron ont dû être reportées. En dehors de quoi, la chaleur constante et un taux élevé d'humidité (77 %) ont régné sur Pékin.
Des inquiétudes, rapportée par l'agence de presse américaine Associated press en 2007, ont également concerné la qualité de l'eau de Pékin.
La crainte de manque d'eau à Pékin pendant les JO semble donner lieu à de grands travaux d'aménagement. Selon le quotidien français Libération, certains experts non officiels estiment, en mars 2008, que les jeux entraîneront une augmentation de 30 % des besoins en eau de Pékin. Les autorités chinoises démentent cependant ce calcul, assurant prendre « toutes les mesures pour économiser l'eau ». La presse d'État chinoise a tout de même annoncé le détournement du Fleuve Jaune vers Pékin. Libération affirme en mars 2008 que « Pékin assèche le pays tout entier », citant notamment un nouveau canal qui doit apporter vers Pékin les eaux d'un affluent du Yangzi. Pékin absorberait également l'eau de la très sèche province du Henan et du lointain Shaanxi, selon un responsable local interrogé par le Financial Times.
En juin 2008, la prolifération d'une algue, Enteromorpha prolifera, sur près d'un tiers des surfaces destinées aux épreuves nautiques dans la station balnéaire de Qingdao a perturbé l'entraînement de certaines des équipes. D'après Wang Shulian, le directeur adjoint du département océanique et de pêcherie de Qingdao, la prolifération de cette algue ne se serait pas liée aux conditions environnementales et à la qualité de l'eau de la mer de Qingdao. Pour Ma Jun, directeur de l'Institut des affaires publiques et environnementales à Pékin, « il est évident que ce genre de problèmes est lié à la pollution ».
L'utilisation massive d'un bois tropical rare en voie de disparition : le merbau, pour la construction des différents sites olympiques a également valu différentes critiques.

## Sécurité
Le 10 mars 2008, le gouverneur de la province chinoise du Xinjiang (ou Turkestan oriental), peuplée de turcophones musulmans, a annoncé avoir déjoué, lors d'une opération de police menée le 27 janvier contre un groupe séparatiste ouïgour à Ürümqi, une tentative d'attentat islamiste contre les Jeux olympiques. Selon Wang Lequan, ce projet d'attentat aurait été commandité par le Parti islamique du Turkestan, ancienne organisation terroriste basée en Afghanistan et au Pakistan. Le quotidien français Le Figaro précise que « la Chine n'a montré aucune preuve à charge » de cette affaire au cours de laquelle deux militants du groupe séparatiste furent tués et 15 arrêtés.
Les 23 et 24 mars, des manifestations des indépendantistes ouïghours se sont déroulées dans la ville de Hetian, aussi appelé Khotan rassemblant 1 000 personnes dont 600 ont été emprisonnées.
Selon Roger Faligot, pour protéger les JO, entre 150 000 à 200 000 agents du Bureau 610 sont mobilisés.
Les officiels chinois ont proposé des téléphones portables comme cadeau de bienvenue aux membres de la délégation française. Selon Le Canard enchaîné, ces téléphones serviraient à mettre sur écoute les officiels français.

## Cas de dopage
Le CIO a demandé aux fédérations sportives nationales de renforcer les contrôles antidopage pour faire de cette édition une olympiade la plus propre possible ; il semblerait que les fédérations aient répondu à cet appel et nombre de sportifs ont déjà été empêchés avant le début de la compétition.

### Avant l'ouverture des Jeux
- Début juillet, le comité chinois disqualifie le nageur Ouyang Kunpeng contrôlé au stéroïde anabolisant et le lutteur Luo Meng contrôlé au diurétique[144].

- En juin la Fédération bulgare d'haltérophilie retire ses équipes masculine (dont Ivan Stojcov et Velitchko Tcholakov) et féminine après que tous les athlètes ont été contrôlés positifs  à la métandiénone, un stéroïde anabolisant[145].

- La Fédération internationale d'haltérophilie (IWF) suspend onze Grecs, dont quatre en partance pour Pékin, contrôlés positif lors de tests inopinés en avril[145].

- Le fleurettiste Andrea Baldini, numéro un mondial de sa discipline est contrôlé positif à un diurétique prohibé, le furosémide[146].

- Marta Bastianelli, la championne du monde de cyclisme sur route, est contrôlée positive à un stimulant[146].

- Le marcheur russe Vladimir Kanaikin, candidat à une médaille sur 50 km, a été contrôlé positif à l’EPO. La Fédération internationale d'athlétisme exclut des Jeux sept athlètes féminines russes pour substitution frauduleuse d'urine détectée par des techniques de comparaison d'ADN. En font partie cinq candidates aux Jeux : Yelena Soboleva (800 m et 1 500 m), Darya Pishchalnikova (disque), Gulfiya Khanafeyeva (marteau), Tatyana Tomashova (1 500 m) et Yuliya Fomenko (1 500 m)[147].

- La nageuse américaine Jessica Hardy est exclue après le test qui a révélé une faible présence de clenbutérol, un agent anabolique interdit qu'elle n'aurait pas volontairement consommé[148].

### Durant les jeux
La cycliste espagnole Maria Isabel Moreno est la première athlète contrôlée positive durant la « période olympique », qui a débuté à l'ouverture du village olympique le 27 juillet. Le test qu'elle a subi le 31 juillet a révélé la présence d'EPO. Elle devait participer au contre-la-montre sur route.
Le Nord-Coréen Kim Jong Su, qui avait remporté la médaille de bronze en tir au pistolet à 10 mètres et la médaille d'argent au pistolet à 50 mètres, a été contrôlé positif les 9 et 12 août alors qu'il disputait les finales du tir au pistolet. Il a été convaincu de dopage au propranolol, un bêta-bloquant utilisé par les tireurs pour réduire leurs tremblements et leur rythme cardiaque.
Un deuxième cas révélé le même jour concerne la gymnaste vietnamienne Đỗ Thị Ngân Thương (en) qui a consommé du furosémide afin de maigrir artificiellement.
Le 16 août, l'athlète ukrainienne Lyudmila Blonska, médaillée d'argent sur l'épreuve d'heptathlon, est contrôlée positive à un stéroïde anabolisant (méthyltestostérone), contrôle confirmé le 21 août.
Le 16 août également l'athlète grecque Faní Halkiá (400 m haies) est priée de quitter le village olympique après son contrôle à un stéroïde, le méthyltriénolone.
Le 21 août, quatre chevaux alignés sur l'épreuve de saut d'obstacles individuelle — Chupa Chup, monté par le Brésilien Bernardo Alves, Coster, la monture de l'Allemand Christian Ahlmann, Latinus, mené par l'Irlandais Denis Lynch, et Camiro, appartenant au Norvégien Tony Andre Hansen — sont contrôlés positifs à la capsaïcine, analgésique figurant sur la liste des produits dopants interdits.

### Après les jeux
Le 2 septembre, Rufus, le cheval de Rodrigo Pessoa, cinquième du concours olympique de saut d'obstacles, a été contrôlé positif à l'occasion des Jeux de Pékin.
Cinq coureurs ont été sanctionnées après des tests antidopage positifs à l'EPO Cera, tandis que l'échantillon B de l'haltérophile dominicaine Yuderqui Maridalia Contreras s'est avéré négatif :
- l'athlète bahreïni Rashid Ramzi, médaillé d'or au 1 500 m, se voit retirer sa médaille ;
- le coureur cycliste italien Davide Rebellin, médaillé d'argent en course sur route individuelle, se voit retirer sa médaille ;
- le coureur cycliste allemand Stefan Schumacher, 13e en course en ligne individuelle, est disqualifié ;
- l'athlète grecque Athanasia Tsoumeleka, 9e du 20 km marche, est disqualifiée ;
- l'athlète croate Vanja Perisic, 6e de la 3e série éliminatoire du 800 m, est disqualifiée.

Le 18 mai 2016, le CIO annonce que les échantillons de 31 sportifs, dans six sports différents, ont été retestés avec de nouvelles techniques et que ces athlètes vont faire l'objet de sanctions immédiates en vue notamment de les exclure pour les Jeux de 2016.
Le 25 janvier 2017, le contrôle positif du sprinteur jamaïcain Nesta Carter, à la suite de nouvelles analyses sur les échantillons prélevés durant les Jeux, est confirmé. Le relais jamaïcain, vainqueur sur 4 x 100 m, est disqualifié par le CIO. Le titre revient au relais trinidadien.